# Ротенфельс
Ротенфельс (нем. Rothenfels) — город и городская община в Германии, в земле Бавария. 
Подчинён административному округу Нижняя Франкония. Входит в состав района Майн-Шпессарт. Подчиняется управлению Марктайденфельд.  Население составляет 995 человек (на 31 декабря 2010 года). Занимает площадь 12,07 км². Официальный код  —  09 6 77 181.

## Население
По оценке на 31 декабря 2015 года население общины Ротенфельс составляет 1004 чел. 

| Дата      | 1840 | 1871 | 1900 | 1925 | 1939 | 1950 | 1961 | 1970 | 1987 | 2011 |
| --------- | ---- | ---- | ---- | ---- | ---- | ---- | ---- | ---- | ---- | ---- |
| Население | 1557 | 1290 | 1137 | 940  | 955  | 1536 | 1157 | 1159 | 1011 | 1006 |

| Год       | 1960 | 1970 | 1980 | 1990 | 2000 | 2009 | 2010 | 2011 | 2012 | 2013 | 2014 | 2015 |
| --------- | ---- | ---- | ---- | ---- | ---- | ---- | ---- | ---- | ---- | ---- | ---- | ---- |
| Население | 1156 | 1147 | 1038 | 1026 | 1017 | 1014 | 995  | 1009 | 987  | 982  | 996  | 1004 |